# Seututie 821
Pour les articles homonymes, voir Route 821.
La route régionale 821 (finnois : Seututie 821) est une route régionale de Vorna à Pihkalanranta dans la municipalité de Siikalatva en Finlande,,.

## Présentation
La seututie 821 est une route régionale d'Ostrobotnie du Nord.